# Encyclia ossenbachiana
Encyclia ossenbachiana är en orkidéart som beskrevs av Franco Pupulin. Encyclia ossenbachiana ingår i släktet Encyclia och familjen orkidéer. Inga underarter finns listade i Catalogue of Life.